# Hemigraphis elegans
Hemigraphis elegans är en akantusväxtart som beskrevs av Christian Gottfried Daniel Nees von Esenbeck. Hemigraphis elegans ingår i släktet Hemigraphis och familjen akantusväxter. Inga underarter finns listade i Catalogue of Life.